# Savines-le-Lac
Savines-le-Lac ist eine französische Gemeinde im Département Hautes-Alpes in der Region Provence-Alpes-Côte d’Azur. Sie gehört zum Kanton Chorges im Arrondissement Gap.

## Geographie
Die Gemeinde liegt beidseits des Stausees Lac de Serre-Ponçon, der die obere Durance staut. Durch den Ort führt die Route nationale 94, die hier die beiden Seeufer über die Pont de Savines verbindet. Im Gemeindegebiet münden mehrere Gebirgsflüsse, bzw. -bäche in den See. Es sind dies:
- von Norden kommend
  - Torrent de Riou Bourdoux (7 km)
  - Torrent de Réallon (20 km)
- von Süden kommend:
  - Torrent de Biaret (5 km)
  - Torrent de Barnafret (5 km)

Nachbargemeinden sind:
- im Norden Réallon,
- im Nordosten Puy-Sanières,
- im Südosten Crots,
- im Südwesten Pontis,
- im Westen Prunières,
- im Nordwesten Saint-Apollinaire.

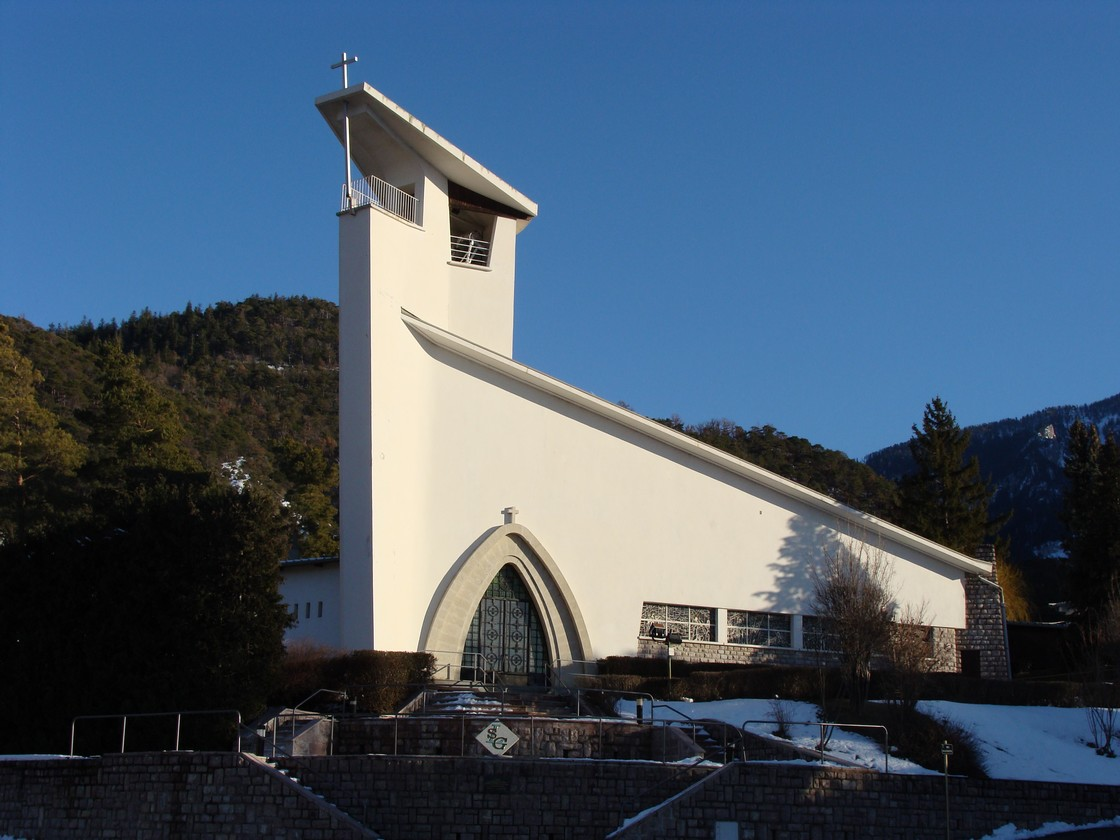
Kirche von Savines-le-Lac
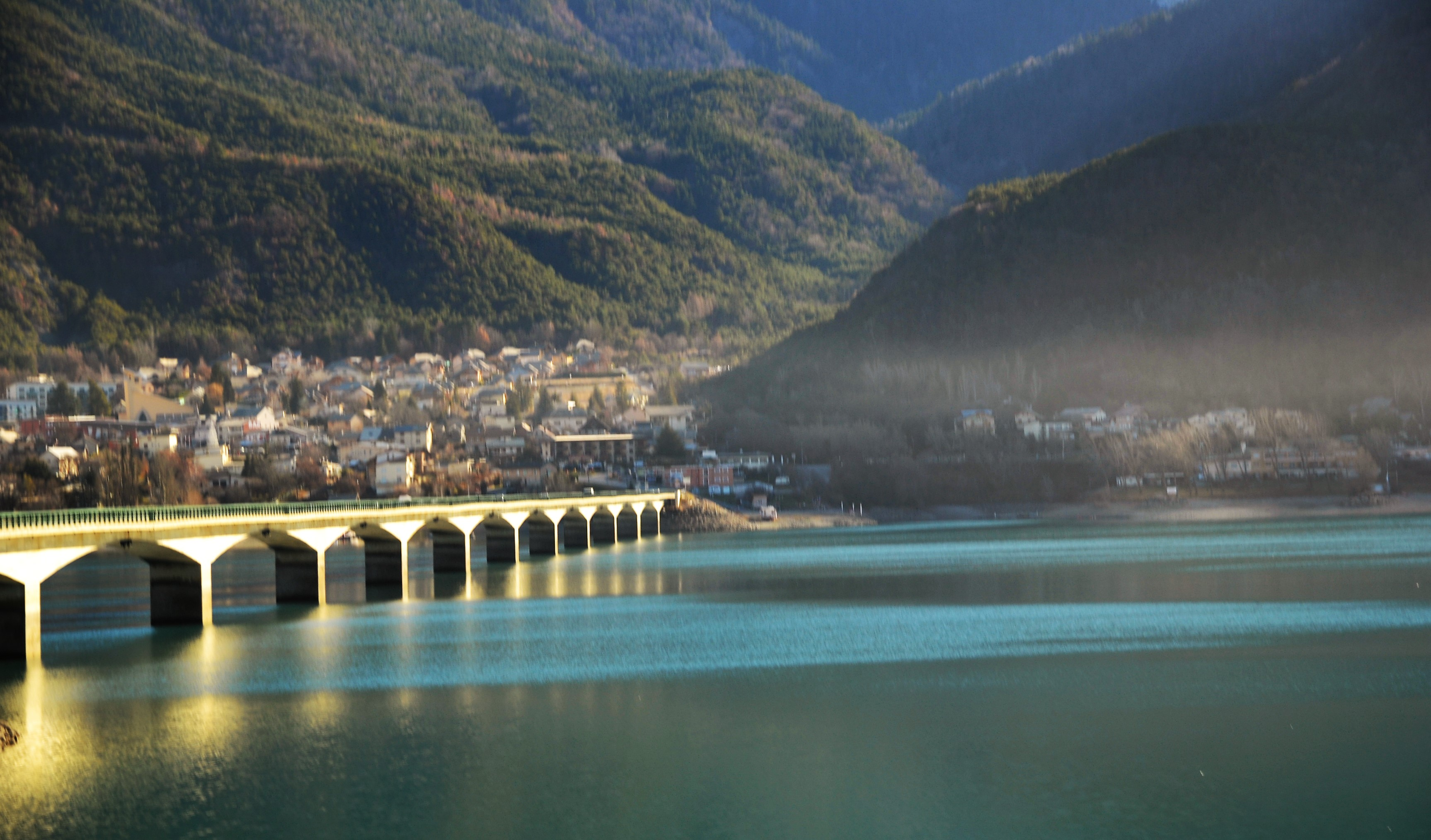
Pont de Savines über den Lac de Serre-Ponçon

## Bevölkerungsentwicklung
| Jahr      | 1962 | 1968 | 1975 | 1982 | 1990 | 1999 | 2008 | 2012 |
| --------- | ---- | ---- | ---- | ---- | ---- | ---- | ---- | ---- |
| Einwohner | 408  | 589  | 663  | 790  | 759  | 815  | 1136 | 1068 |

## Gemeindepartnerschaften
Savines Partnergemeinde ist Luserna San Giovanni in der italienischen Region Piemont.